# Comitato Esecutivo per i Servizi di Informazione e di Sicurezza

Logo des CESIS

Das Comitato Esecutivo per i Servizi di Informazione e di Sicurezza (CESIS; deutsch Regierungskomitee für die Nachrichten- und Sicherheitsdienste) war ein Generalsekretariat im Amt des italienischen Ministerpräsidenten. Es koordinierte die italienischen Nachrichtendienste.
Die Aufgaben dieses Organs übernahm im Zug der Reform der italienischen Nachrichtendienste im August 2007 das Dipartimento delle Informazioni per la Sicurezza (DIS).
Sowohl das CESIS als auch das DIS entspricht in etwa der für die Nachrichtendienste des Bundes zuständigen Abteilung im deutschen Bundeskanzleramt.

## Aufgaben
In Italien war der Ministerpräsident politisch für die Nachrichtendienste
- Servizio per le Informazioni e la Sicurezza Militare (SISMI) und
- Servizio per le Informazioni e la Sicurezza Democratica (SISDE)

verantwortlich und hatte ihnen gegenüber eine direkte nachrichtendienstliche Richtlinienkompetenz.
Der SISMI und der SISDE unterstanden im Hinblick auf organisatorische, verwaltungstechnische und operative Belange (soweit der jeweilige Geschäftsbereich betroffen ist) dem Verteidigungsminister bzw. dem Innenminister. Über den CESIS übte der Ministerpräsident seine allgemeine Richtlinienkompetenz und seine sonstigen Vorrechte gegenüber den beiden Diensten aus.
Die wichtigste Aufgabe des CESIS war jedoch die Koordinierung von SISMI und SISDE, die in Italien nicht nach dem Territorialprinzip (Ausland/Inland), sondern nach dem Funktionsprinzip organisiert waren. Das bedeutete beispielsweise, dass der SISDE im Bereich seiner Kompetenzen im Bereich der Aufklärung der (italienischen) Organisierten Kriminalität auch im Ausland tätig werden konnte, während der SISMI z. B. bei der ihm zugeordneten Spionageabwehr auch im Inland operierte.
Die beiden Dienste berichteten an ihre jeweils vorgesetzten Minister. Aber in jedem Fall erhielt auch das CESIS eine „Abschrift“ der nachrichtlichendienstlichen Berichte, um sie (in der Regel in zusammengefasster und „aufbereiteter“ Form) dem Ministerpräsidenten und anderen Abnehmern in Regierung und auch Parlament (regelmäßige Berichte zur Sicherheitslage) zu übergeben.
Mitglieder des „Komitees“ waren neben dem CESIS-Leiter ("Generalsekretär") u. a. die Dienstchefs von SISMI und SISDE, der Generalstabschef der Streitkräfte, die Leiter der drei nationalen Polizeien Polizia di Stato, Carabinieri und Guardia di Finanza, sowie die Generalsekretäre des Außenministeriums und des Amtes des Premierministers.

## Geschichte
Das CESIS entstand im Zug der großen Nachrichtendienstreform im Jahr 1977. Diese Reform sollte nach Skandalen, in die die Dienste
- Servizio Informazioni Difesa (SID) und
- Servizio Informazioni Forze Armate (SIFAR)

verwickelt waren, einen umfassenden Neuanfang darstellen. Der Neuanfang litt jedoch vor allem in den ersten Jahren daran, dass die Dienste noch mit altem Personal auskommen mussten.
Wiederholt wurde kritisiert, dass das CESIS sich ohne rechtliche Grundlagen zu einem dritten Nachrichtendienst (des Ministerpräsidenten) entwickelt habe. Dies wurde von staatlicher Seite immer wieder dementiert.
Vor dem Hintergrund grundlegender weltpolitischer Veränderungen seit 1989 und dem Aufkommen neuer Bedrohungen begann in Italien Mitte der 1990er Jahre eine Diskussion über eine tiefgreifende Reform der Nachrichtendienste, die jahrelang ohne konkrete Ergebnisse blieb. Es wurde vorgeschlagen, zentrale Elemente (CESIS) zulasten der beiden Dienste zu stärken. Andere traten für eine Fusion von SISMI, SISDE und CESIS ein, um einen einzigen nationalen Dienst zu schaffen (“DIGIS - Dipartimento Governativo per le Informazioni e la Sicurezza”), der beim Amt des Ministerpräsidenten angesiedelt werden sollte. Begründet wurde dies damit, dass die neue Bedrohungslage (internationaler Terrorismus, Proliferation von Massenvernichtungswaffen usw.) klassische Trennlinien zwischen den Diensten immer mehr verwische. Dieser Vorschlag war relativ überraschend in einem Land, das entgegen allen Kriterien operativer Rationalität aus politischen Gründen vor allem im Polizeibereich peinlich darauf achtet, Machtkonzentrationen in einer Hand zu verhindern. Ein weiterer Grund für die Reform war der Wunsch, endgültig alle Strukturen zu beseitigen, die noch aus den skandalumwitterten Zeiten des „Kalten Krieges“ stammen. Im Jahr 2007 verständigte sich die Regierungskoalition Romano Prodis mit der Opposition auf ein Reformgesetz, zu dem beide Seiten gleichermaßen beigetragen haben und das im Parlament einstimmig angenommen wurde.
Die Reform sieht u. a. eine maximale zeitliche Begrenzung der Staatsgeheimnisse von 30 Jahren vor (bisher unbegrenzt), eine klare Regelung beim Umgang mit staatsanwaltlichen Untersuchungen bei dienstlich bedingten Gesetzesverstößen von Agenten, eine Neuordnung des Datenschutzes bei der nachrichtendienstlichen Arbeit, eine finanzielle Überprüfung der Dienste durch eine besondere Stelle beim Rechnungshof, eine klarere Aufgabenverteilung (Ausland/Inland - sicurezza esterna/interna) der beiden Nachrichtendienste AISE (Nachfolger des SISMI) und AISI (Nachfolger des SISDE), eine Stärkung des Koordinierungsorganes Dipartimento delle Informazioni per la Sicurezza (Nachfolger des CESIS), sowie mehr Kompetenzen für die parlamentarische Kontrollkommission COPACO.

## Leiter
- Gaetano Napoletano (1977–1978)
- Walter Pelosi (1978–1981)
- Orazio Sparano (1981–1987)
- Giuseppe Richero (1987–1991)
- Francesco Paolo Fulci (1991–1993)
- Giuseppe Taormina (1993–1994)
- Umberto Pierantoni (1994–1996)
- Francesco Berardino (1996–2001)
- Fernando Masone (2001–2003)
- Emilio del Mese (2003–2006)
- Giuseppe Cucchi (2006–2007)